# Horacio Vaggione
Horacio Vaggione (né en 1943 à Córdoba) est un musicologue et compositeur argentin de musique électroacoustique et instrumentale qui est spécialisé dans le micromontage, la synthèse granulaire, ainsi que le  microsound. Ses pièces relèvent généralement de la musique mixte (i.e. pour interprètes et sons fixés) ou de la musique électronique en direct (i.e. composée de sons générés et/ou traités par ordinateur lors de la représentation).

## Biographie
Études de piano et composition à l'université nationale de Córdoba (1958-1963) et à Buenos Aires avec Juan Carlos Paz (en) (1960-1963), puis à l'université de l'Illinois avec Lejaren Hiller et Herbert Brün (en) (1966), où il put avoir pour la première fois accès à des ordinateurs. En 1965 il co-fonde le Centre de Musique expérimentale (CME) de l'université nationale de Cordoba, où il travaille jusqu'en 1968. Depuis 1969 Vaggione vit en Europe. À Madrid, Espagne (1969-1973) il fit partie du groupe de musique électronique ALEA avec Luis de Pablo et travaille dans le projet Musique et ordinateur à l'université de Madrid. En 1978, il se rend en France où il réside encore de nos jours et commence à travailler au GMEB de Bourges, à l'INA-GRM et à l'IRCAM, Paris. En 1983 il soutient une thèse de Doctorat en musicologie à l'Université de Paris VIII sous la direction de Daniel Charles. En 1987-1988 il est en résidence à Berlin avec une bourse de la DAAD (Agence Académique de l'Allemagne Fédérale), travaillant dans le Studio Electronique de l'Université Technique de Berlin. Depuis 1989 il est professeur à l'université de Paris VIII, directeur de recherches à l'École Doctorale Esthétique, sciences et technologies des Arts; en 1996 il fonde dans cette université le Centre de Recherches Informatique et Création Musicale (CICM) .
Prix de composition: Prix Newcomp (Cambridge, USA, 1983). Euphonie d'Or (Bourges, 1992). ICMA Award Commission (International Computer Music Association, USA, 1992). Prix Ton Bruynel (Amsterdam, 2010). Giga-Hertz Preis (ZKM, Karlsruhe, 2011), Prix Tomás Luis de Victoria (2019), etc.
Écrits et articles de recherche: 54 articles, publiés dans des actes de colloques, livres (MIT Press, Harwoord Academic Publishers, Swett and Zeitlinger, L’Harmattan, Routledge) et journaux spécialisés (Computer Music Journal, Contemporary Music Review, Journal of New Music Research, Musica-Realtà, etc.) 

## Compositions (liste partielle)
- Secuencias  pour ensemble instrumental (1963)
- Verticales pour ensemble instrumental et dispositif de feedback (1965) (CD CMMAS CD017, 2014)
- Sonata IV pour piano et bande (1966, LP JME-1, Bienal americana de arte, Cordoba, Argentina)
- Triadas, pour orchestre (1968)
- Modelos de Universo III pour ensemble instrumental et sons générés par ordinateur (1972)
- Undicit (1976) pour 18 instruments
- Octuor  (1982), LP Computer Musik, IBM Deutschland (1984)
- Fractal C (1984)
- Thema pour saxophone basse & bande générée par ordinateur (1985, WERGO WER 2026-2)
- Tar   pour clarinette basse & bande générée par ordinateur (1987, Le Chant du Monde, LCD 278046/47)
- Sçir pour flûte basse/contrabasse & bande générée par ordinateur (1988, DAAD Berlin LC 0864)
- Ash (1990, Ina REF INAG 6032)
- Till pour piano & bande générée par ordinateur (1991,Chrysopée Electronique LCD 278 1102)
- Kitab pour clarinette basse, piano, contrebasse & sons créés et contrôlés par ordinateur (1992, Centaur CRC 2255)
- Tahil pour piano (1992,Chrysopée Electronique LCD 278 1102)
- Myr   pour piano (1993,Chrysopée Electronique LCD 278 1102)
- Rechant musique électroacoustique (1994)
- Schall (1995, Chrysopée Electronique LCD 278 1102)
- Myr-S pour violoncelle et dispositif électroacoustique (1996)
- Nodal (1997, Ina REF INAG 6032)
- Agon (1998, ICMC 01, Berlin; Opus 30 IMEB LCD 2781117)
- Préludes suspendus II (2000, CMR Vol. 24 part 4+5 - livre + CD)
- 24 Variations (2001, ICMC Göteborg LJCD 5232)
- Phases pour clarinet, piano & dispositif électroacoustique (2001, Ina REF INAG 6032)
- Harrison Variations (2002, EMF Media, EM 153)
- Atem pour cor, clarinette basse, piano, contrebasse et dispositif électroacoustique (2002, CMR Vol. 24 part 4+5 - livre + CD)
- Gymel pour dispositif électroacoustique (2003)
- Taléas pour flûtes Paetzol et électroacoustique (2002/2004, CMR Vol. 24 part 4+5 - livre + CD)
- Arenas (2007, Ina REF INAG 6032)
- Préludes suspendus III (2009)
- Poins critiques (2011, Ina REF INAG 6032)
- Consort for convolved violins (2011)
- Consort for convolved pianos (2012)
- Undicit IV pour flûte, clarinette, piano, violon, violoncelle et dispositif électroacoustique (2013)
- Arches (2013)
- Mécanique des fluides (2014)

## Discographie partielle
- 2024 : Schall Rechant[2] chez RecollectionGRM
- 2021 : La Maquina De Cantar[3]
- 2017 : Fluides[4]

## Sources
- Landy, Leigh (1994). Experimental Music Notebooks.  (ISBN 3-7186-5553-5).
- Symposium on Computer Music Composition (1983, Cambridge: MIT Press) Télécharger :
- Roads, Curtis  (2001) Microsound (Cambridge: MIT Press).  (ISBN 0-262-18215-7).  Lire (Google Books) :
- Risset, Jean-Claude (2005) Horacio Vaggione: Towards a Syntax of Sound (Contemporary Music Review vol. 24 part 4+5). Réproduit en français dans Risset, Jean-Claude (2014) Composer le son. Écrits, vol. 1 (Paris, Hermann)  ,
- Solomos, Makis (2013) De la musique au son. L'émergence du son dans la musique des XXe et XXIe siècles (Presses universitaires de Rennes. (ISBN 978-2-75352638-9).
- Grove Music Online